# Cathédrale de la Nativité-de-la-Vierge de Rostov-sur-le-Don
La cathédrale de la Nativité-de-la-Vierge (en russe : Кафедральный собор во имя Рождества Пресвятой Богородицы) à Rostov-sur-le-Don est le siège de l’éparchie de Rostov et Novotcherkassk.

## Contexte
À la fin du XVIIIe siècle la construction d’une église dans le faubourg des soldats est décidée. En 1781 l’église de la Sainte Vierge est consacrée. Le 27 décembre 1791 elle est touchée par la foudre et devient la proie des flammes.
Le maire de Rostov-sur-le-Don, le marchand M.P. Naoumov, demande alors au métropolite Gavriil de l’éparchie de Iekaterinoslav, alors responsable de Rostov, l’autorisation de construire une nouvelle église. En 1795 les travaux sont entrepris pour la construction de l’église de la nativité de la Vierge. En 1822, sur décision du saint Synode, l’église est élevée au rang de cathédrale.

## Histoire
Au regard de la forte croissance démographique les autorités décident en 1854 de remplacer la vieille église aux coupoles en bois par une nouvelle église de pierre.
Les travaux durent de 1854 à 1860 selon le projet de l’architecte Constantin Thon. En 1887 le clocher à quatre étages est adjoint à la cathédrale.
En 1937 la cathédrale est fermée au culte, son territoire sert d’abord de zoo puis d’entrepôt. Dans les années 1940 les étages supérieurs du clocher sont détruits.
En 1942, sous occupation allemande, la cathédrale est rouverte aux croyants.
Dans les années 1950 le bâtiment est restauré et les fresques recréées. En 1988 l’intérieur de la cathédrale est reconstruit.
En 1999, à l’occasion des 250 ans de la ville, le clocher est restauré dans son état initial.

## Architecture

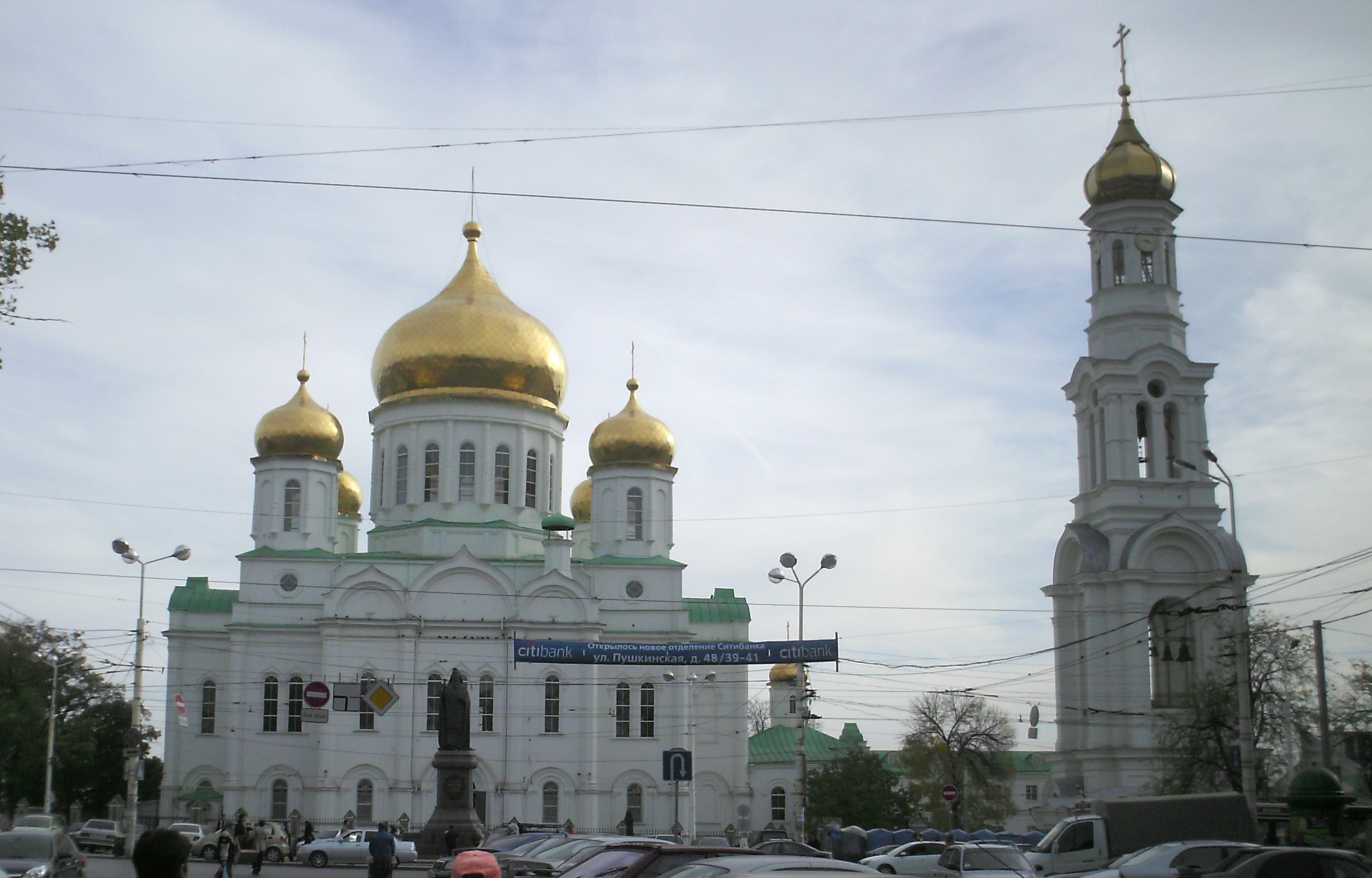
La cathédrale et le clocher.

La cathédrale est une église de pierre à cinq coupoles en forme de croix grecque et de style russo-byzantin. L’iconostase à trois niveaux dans la partie est de la cathédrale est en forme de chapelle. Sur le territoire de la cathédrale se trouve une petite église consacrée à Jean le Baptiste et le baptistère Saint-Nicolas. On y trouve également le clocher, haut de 75 m et des bâtiments de service, dont la résidence de l’archevêque.